# Ramon Ayarza
Pour les articles homonymes, voir Ayarza.
Pas d'image ? Cliquez ici

a Compétitions nationales et continentales officielles uniquement.

b Matchs officiels uniquement.
Dernière mise à jour le 20 avril 2023.
Ramon Ayarza, parfois nommé José Ramon Ayarza, né le 28 août 1993, est un joueur hispano-chilien de rugby à XV qui évolue aux postes de pilier ou de talonneur pour le club canadien des Toronto Arrows en Major League Rugby. Il est le frère des internationaux Vicente et Iñaki Ayarza.

## Biographie
Il débute le rugby en 1998 au sein du Prince of Wales CC (en). Il rejoint ensuite le Old Grangonian Club, avec qui il remporte le titre de champion du Chili en 2012. L'année suivante, il part en Nouvelle-Zélande et joue avec le Mount Maunganui Sports Club. Il participe la même année à son deuxième Trophée mondial de rugby à XV des moins de 20 ans, celui-ci se tenant à domicile, au Chili,. Quelques mois plus tard, il dispute son premier match international avec le Chili, lors d'un test face à l'Espagne.
En 2014, il rejoint le Sumner RC, avant d'intégrer à la mi saison le centre de formation de l'US Carcassonne. Il ne passera pas professionnel à Carcassonne, et s'engage pour la saison suivante au sein du ROC La Voulte Valence, avec qui il joue 12 matchs de Fédérale 1. En avril 2016, il rejoint l'Aviron bayonnais en Pro D2 en tant que joker médical d'Ofa Fainga'anuku (en), et aide le club à obtenir la montée en Top 14. 
Il continue l'année suivante avec Bayonne, et bien que ne disposant que de peu de temps (7 matchs, dont seulement 4 en Top 14, il inscrit son premier essai en Top 14, face au Racing 92. Il prolonge ensuite pour deux saisons supplémentaires à Bayonne, où il n'est qu'une solution de remplacement (14 matchs en deux saisons, avec seulement 3 titularisations), mais participe néanmoins au titre de Pro D2 remporté en 2019. 
A la fin de la saison, son contrat expire à Bayonne. Il est conservé en tant que joker coupe du monde du Namibien Torsten van Jaarsveld, mais ne joue pas. À la fin de son contrat, il rejoint l'US Montauban en tant que joker médical de Jordan Rochier. Il n'aura que peu de temps de jeu à Montauban (96 minutes en 4 matchs), et quitte le club à la fin de la saison. Il retourne au Pays basque, rejoignant l'Anglet olympique pour la saison 2020-2021.
En janvier 2021, il annonce qu'il quitte Anglet avant la fin de la saison pour rentrer dans son pays natal, où il s'engage avec la franchise de Selknam engagée en Súperliga Americana,.
En juin 2021, il revient en France en rejoignant son frère au sein de l'équipe de Soyaux Angoulême XV Charente.
Pour la saison 2023 de la Major League Rugby, il signe avec le club canadien des Toronto Arrows.

## Palmarès
- Championnat du Chili 2012
- Championnat d'Amérique du Sud de rugby à XV 2015
- Pro D2 2019

## Statistiques

### En sélection
| Année | Compétition                        | Matchs | Points | Essais | Transf. | Drops | Pénal. |
| ----- | ---------------------------------- | ------ | ------ | ------ | ------- | ----- | ------ |
| 2013  | Test match                         | 1      | -      | -      | -       | -     | -      |
| 2015  | Championnat d'Amérique du Sud 2015 | 3      | 5      | 1      | -       | -     | -      |
| 2016  | Americas Rugby Championship 2016   | 2      | -      | -      | -       | -     | -      |
| 2017  | Championnat d'Amérique du Sud 2017 | 4      | -      | -      | -       | -     | -      |
| 2019  | Test match                         | 2      | -      | -      | -       | -     | -      |
| Total | Total                              | 12     | 5      | 1      | -       | -     | -      |

| Essai | Adversaire | Lieu                      | Compétition                        | Date       | Résultat | Score |
| ----- | ---------- | ------------------------- | ---------------------------------- | ---------- | -------- | ----- |
| 1     | Paraguay   | Parque Olímpico, Asuncion | Championnat d'Amérique du Sud 2015 | 3 mai 2015 | Victoire | 25-35 |